# Noyelles-lès-Humières
Pour les articles homonymes, voir Noyelles.
Noyelles-lès-Humières est une commune française située dans le département du Pas-de-Calais en région Hauts-de-France. Ses habitants sont appelés les Noyellois. La commune est membre de la communauté de communes des 7 Vallées.

## Géographie

### Localisation
Localisée dans le sud du département du Pas-de-Calais, Noyelles-lès-Humières est une commune rurale située, à vol d'oiseau, à 8 km à l'est de la commune d’Hesdin-la-Forêt, à 11 km à l'ouest de la commune de Saint-Pol-sur-Ternoise (aire d'attraction) et à 31 km au sud-est de la commune de Montreuil-sur-Mer (chef-lieu d'arrondissement).
Le territoire de la commune est limitrophe de ceux de quatre communes.
Les communes limitrophes sont  Humières, Neulette, Willeman et Éclimeux.

### Géologie et relief
La superficie de la commune est de 1,16 km2 ; son altitude varie de 95  à   112 mètres.

### Hydrographie
La commune est située dans le bassin Artois-Picardie. Elle n'est drainée par aucun cours d'eau,.

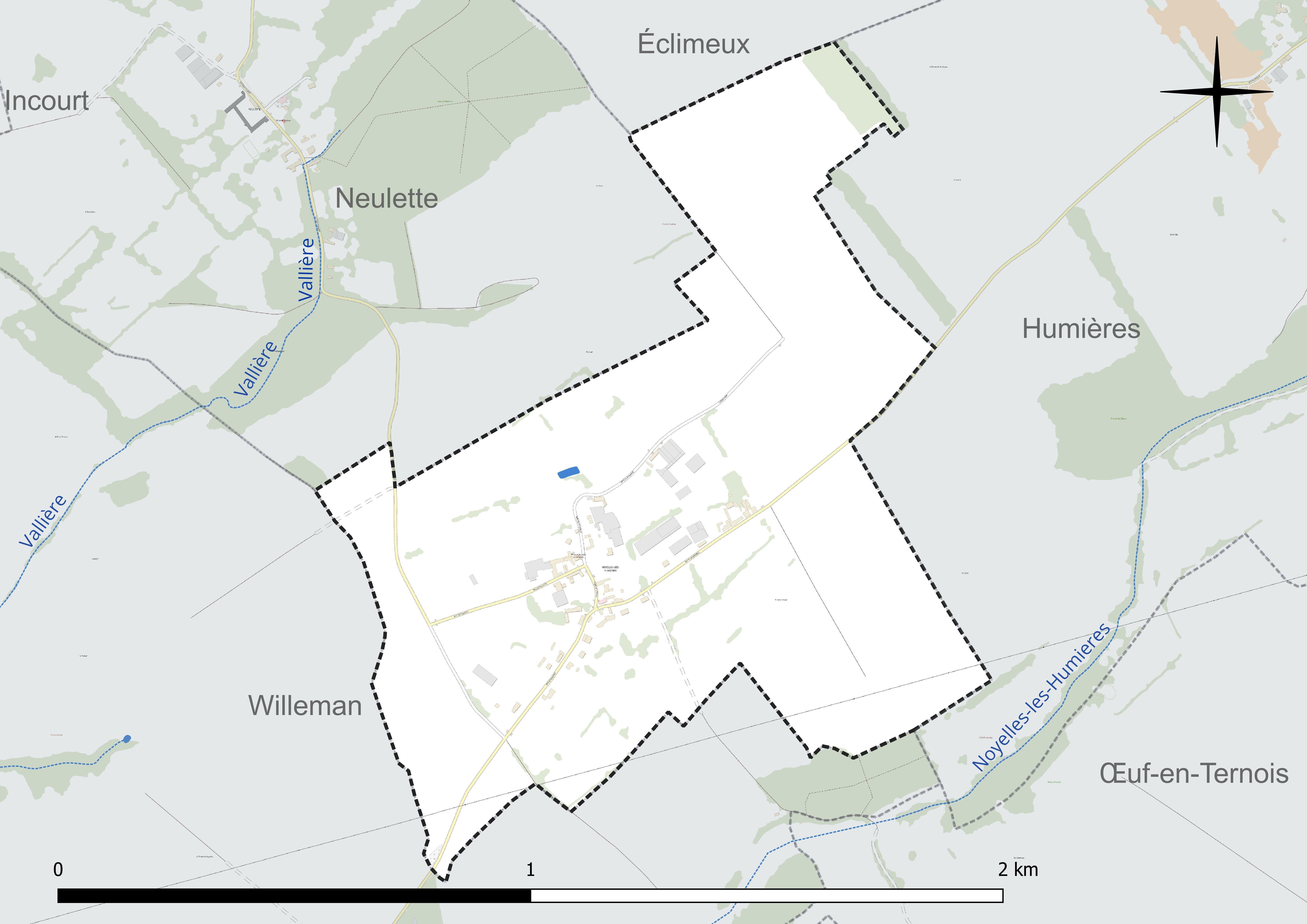
Réseau hydrographique de Noyelles-lès-Humières.

### Climat
Pour des articles plus généraux, voir Climat des Hauts-de-France et Climat du Nord-Pas-de-Calais.
En 2010, le climat de la commune est de type climat océanique altéré, selon une étude du CNRS s'appuyant sur une série de données couvrant la période 1971-2000. En 2020, Météo-France publie une typologie des climats de la France métropolitaine dans laquelle la commune est exposée à un climat océanique et est dans la région climatique Côtes de la Manche orientale, caractérisée par un faible ensoleillement (1 550 h/an) ; forte humidité de l'air (plus de 20 h/jour avec humidité relative > 80 % en hiver), vents forts fréquents.
Pour la période 1971-2000, la température annuelle moyenne est de 10,1 °C, avec une amplitude thermique annuelle de 13,7 °C. Le cumul annuel moyen de précipitations est de 874 mm, avec 13,2 jours de précipitations en janvier et 9 jours en juillet. Pour la période 1991-2020, la température moyenne annuelle observée sur la station météorologique la plus proche, située sur la commune de Humières à 3 km à vol d'oiseau, est de 10,9 °C et le cumul annuel moyen de précipitations est de 856,9 mm,. Pour l'avenir, les paramètres climatiques de la commune estimés pour 2050 selon différents scénarios d'émission de gaz à effet de serre sont consultables sur un site dédié publié par Météo-France en novembre 2022.
| Mois                                  | jan.           | fév.           | mars          | avril         | mai           | juin          | jui.          | août          | sep.          | oct.          | nov.          | déc.           | année      |
| ------------------------------------- | -------------- | -------------- | ------------- | ------------- | ------------- | ------------- | ------------- | ------------- | ------------- | ------------- | ------------- | -------------- | ---------- |
| Température minimale moyenne (°C)     | 1,6            | 1,6            | 3,5           | 5,6           | 8,1           | 11,2          | 13,1          | 13,3          | 11            | 8,6           | 5,2           | 2,7            | 7,1        |
| Température moyenne (°C)              | 4              | 4,3            | 7             | 10,3          | 12,7          | 16            | 18,1          | 18            | 15,4          | 11,9          | 7,8           | 5,1            | 10,9       |
| Température maximale moyenne (°C)     | 6,4            | 6,9            | 10,6          | 15            | 17,4          | 20,7          | 23            | 22,8          | 19,8          | 15,2          | 10,3          | 7,5            | 14,6       |
| Record de froid (°C) date du record   | −12,5 18.01.13 | −13,9 04.02.12 | −8,5 13.03.13 | −2,7 07.04.21 | −0,8 08.05.10 | 3,8 05.06.12  | 7 03.07.11    | 7 24.08.14    | 3,1 30.09.18  | −0,9 21.10.10 | −5,8 29.11.10 | −12,1 18.12.10 | −13,9 2012 |
| Record de chaleur (°C) date du record | 14,6 01.01.22  | 17,8 26.02.19  | 23,1 31.03.21 | 25,8 23.04.11 | 27,4 26.05.18 | 33,5 18.06.22 | 40,6 25.07.19 | 36,7 09.08.20 | 32,7 09.09.23 | 28,5 01.10.11 | 20,2 07.11.15 | 15,6 30.12.22  | 40,6 2019  |
| Précipitations (mm)                   | 76,7           | 66,2           | 58,9          | 44,2          | 55,2          | 56,9          | 66            | 75,7          | 63,8          | 88,8          | 103,6         | 100,9          | 856,9      |

### Paysages
Pour un article plus général, voir Paysage en France.
La commune s'inscrit dans les « paysages du Ternois » tels qu'ils sont définis dans l'atlas de paysages de la région Nord-Pas-de-Calais, conçu par la direction régionale de l'Environnement, de l'Aménagement et du Logement (DREAL),.
Ces paysages, qui concernent 138 communes avec trois pôles d'attraction que sont Hesdin à l'ouest, Saint-Pol-sur-Ternoise à l'est et, dans une moindre mesure, Frévent en lisière sud, sont délimités par deux cours d'eau : la Canche au Sud et la Ternoise au Nord. Ces paysages sont composés de plateaux, de vallées et de bocages. Les plateaux du Ternois montrent une structure tabulaire assez plane et une altitude assez régulière avec des points culminants entre 150  à   160 m.
Le territoire d'une vingtaine de kilomètres du Nord au Sud et d'Est en Ouest, est traversé par la D 939 reliant Saint-Pol-sur-Ternoise à Hesdin, par la D 912 entre Saint-Pol-sur-Ternoise et Frévent et par la ligne ferroviaire de Saint-Pol-sur-Ternoise à Étaples dans la vallée de la Canche. La position excentrée, en l'absence de grands axes autoroutiers ou ferrés structurants, a permis au Ternois de conserver un caractère rural et une certaine qualité de paysage.
Au niveau de l'occupation des sols, les surfaces cultivées sont omniprésentes sur les plateaux, avec majoritairement la culture de la betterave et de la pomme de terre, et représentent près de 72 % de la surface totale de ces paysages du Ternois, les espaces artificialisés, cantonnés dans les fonds de vallée, représentent 13 % et les surfaces boisées, présentes dans les deux principales vallées de la Ternoise et de la Canche, ne représentent que 6 %.

### Milieux naturels et biodiversité
L’Inventaire national du patrimoine naturel (INPN) recense plusieurs espèces faunistiques et floristiques sur le territoire de la commune dont certaines sont protégées et d’autres menacées et quasi-menacées.

## Urbanisme

### Typologie
Au 1er janvier 2024, Noyelles-lès-Humières est catégorisée commune rurale à habitat dispersé, selon la nouvelle grille communale de densité à sept niveaux définie par l'Insee en 2022.
Elle est située hors unité urbaine. Par ailleurs la commune fait partie de l'aire d'attraction de Saint-Pol-sur-Ternoise, dont elle est une commune de la couronne,. Cette aire, qui regroupe 72 communes, est catégorisée dans les aires de moins de 50 000 habitants,.

### Occupation des sols
L'occupation des sols de la commune, telle qu'elle ressort de la base de données européenne d'occupation biophysique des sols Corine Land Cover (CLC), est marquée par l'importance des territoires agricoles (100 % en 2018), une proportion identique à celle de 1990 (100 %). La répartition détaillée en 2018 est la suivante : 
terres arables (59,9 %), prairies (40,1 %). L'évolution de l'occupation des sols de la commune et de ses infrastructures peut être observée sur les différentes représentations cartographiques du territoire : la carte de Cassini (XVIIIe siècle), la carte d'état-major (1820-1866) et les cartes ou photos aériennes de l'IGN pour la période actuelle (1950 à aujourd'hui).

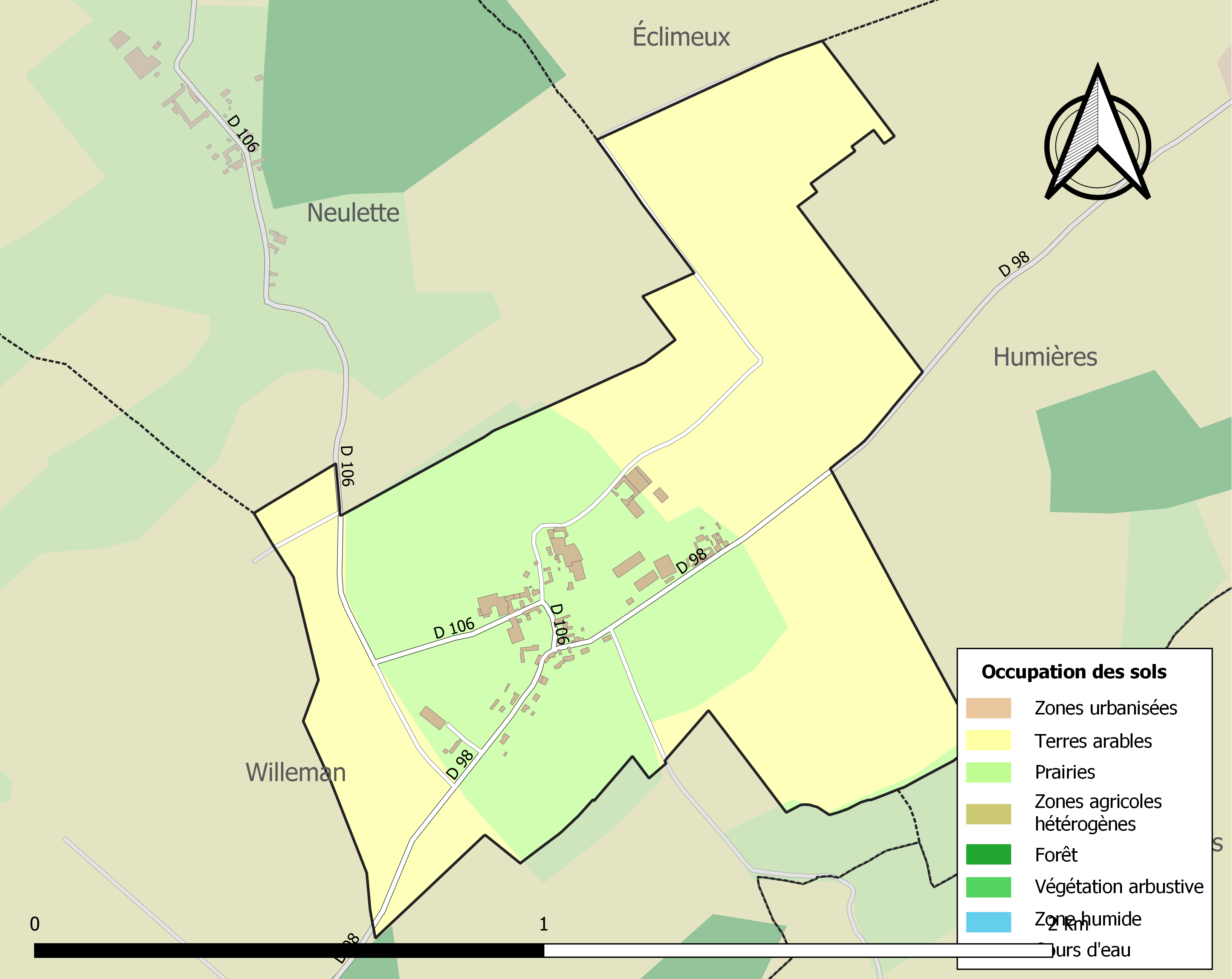
Carte des infrastructures et de l'occupation des sols de la commune en 2018 (CLC).

## Toponymie
Le nom de la localité est attesté sous les formes Nigelles en 1120 ; Noele en 1197 ; Noella, Noiletes, Noillella au XIIe siècle ; Noeile en 1206 ; Noielle-d'alès-Hesdin en 1375 ; Noielle-en-Ternois en 1545 ; Noyelles-lès-Hesdin en 1720 ; Noyelle en 1793 ; Noyelles et Noyelles-lès-Humières depuis 1801.
Toponyme gaulois composé de *novio, latinisé en Nigella aux  IXe et Xe siècles (« neuf, nouveau » → voir Noyon) et *ialo- (« clairière, lieu défriché, essart » → voir Neuilly et Noailles).

## Histoire
Pendant la Première Guerre mondiale, des troupes françaises ont stationné sur la commune pour y prendre du repos avant de retourner au front, par exemple en décembre 1915.

## Politique et administration

### Découpage territorial
La commune se trouve dans l'arrondissement de Montreuil du département du Pas-de-Calais.

#### Commune et intercommunalités
La commune est membre de la communauté de communes des 7 Vallées qui regroupe 66 communes et compte 29 425 habitants en 2022.

#### Circonscriptions administratives
La commune est rattachée au canton d'Auxi-le-Château.

#### Circonscriptions électorales
Pour l'élection des députés, la commune fait partie de la quatrième circonscription du Pas-de-Calais.

### Élections municipales et communautaires

#### Liste des maires
| Période                                  | Période                      | Identité            | Étiquette | Qualité                        |
| ---------------------------------------- | ---------------------------- | ------------------- | --------- | ------------------------------ |
| Les données manquantes sont à compléter. |                              |                     |           |                                |
| 1998                                     | 2014                         | Gérard Cucheval     |           | Négociant en matériel          |
| 2014                                     | 2020                         | Bernard Barras      | SE        | Agriculteur                    |
| 23 mai 2020                              | En cours (au 1er avril 2022) | Jean-Claude Louchet |           | Ancien agriculteur exploitant, |

## Population et société

### Démographie
Les habitants sont appelés les Noyellois.

#### Évolution démographique
L'évolution du nombre d'habitants est connue à travers les recensements de la population effectués dans la commune depuis 1793. Pour les communes de moins de 10 000 habitants, une enquête de recensement portant sur toute la population est réalisée tous les cinq ans, les populations de référence des années intermédiaires étant quant à elles estimées par interpolation ou extrapolation. Pour la commune, le premier recensement exhaustif entrant dans le cadre du nouveau dispositif a été réalisé en 2004.

En 2022, la commune comptait 57 habitants, en évolution de +9,62 % par rapport à 2016 (Pas-de-Calais : −0,72 %, France hors Mayotte : +2,11 %).
| 1793 | 1800 | 1806 | 1821 | 1831 | 1836 | 1841 | 1846 | 1851 |
| ---- | ---- | ---- | ---- | ---- | ---- | ---- | ---- | ---- |
| 120  | 120  | 117  | 95   | 86   | 107  | 120  | 117  | 90   |

| 1856 | 1861 | 1866 | 1872 | 1876 | 1881 | 1886 | 1891 | 1896 |
| ---- | ---- | ---- | ---- | ---- | ---- | ---- | ---- | ---- |
| 96   | 107  | 105  | 100  | 97   | 100  | 100  | 108  | 106  |

| 1901 | 1906 | 1911 | 1921 | 1926 | 1931 | 1936 | 1946 | 1954 |
| ---- | ---- | ---- | ---- | ---- | ---- | ---- | ---- | ---- |
| 83   | 81   | 91   | 75   | 77   | 79   | 87   | 74   | 70   |

| 1962 | 1968 | 1975 | 1982 | 1990 | 1999 | 2004 | 2006 | 2009 |
| ---- | ---- | ---- | ---- | ---- | ---- | ---- | ---- | ---- |
| 71   | 61   | 50   | 46   | 57   | 56   | 63   | 68   | 62   |

| 2014 | 2019 | 2022 | - | - | - | - | - | - |
| ---- | ---- | ---- | - | - | - | - | - | - |
| 53   | 56   | 57   | - | - | - | - | - | - |

#### Pyramide des âges
En 2018, le taux de personnes d'un âge inférieur à 30 ans s'élève à 35,8 %, soit en dessous de la moyenne départementale (36,7 %). De même, le taux de personnes d'âge supérieur à 60 ans est de 23,3 % la même année, alors qu'il est de 24,9 % au niveau départemental.
En 2018, la commune comptait 28 hommes pour 27 femmes, soit un taux de 50,91 % d'hommes, largement supérieur au taux départemental (48,50 %).
Les pyramides des âges de la commune et du département s'établissent comme suit.
| Hommes | Classe d’âge | Femmes |
| ------ | ------------ | ------ |
| 0,0    | 90 ou +      | 0,0    |
| 3,4    | 75-89 ans    | 7,4    |
| 17,2   | 60-74 ans    | 18,5   |
| 13,8   | 45-59 ans    | 18,5   |
| 27,6   | 30-44 ans    | 22,2   |
| 20,7   | 15-29 ans    | 14,8   |
| 17,2   | 0-14 ans     | 18,5   |

| Hommes | Classe d’âge | Femmes |
| ------ | ------------ | ------ |
| 0,5    | 90 ou +      | 1,6    |
| 5,6    | 75-89 ans    | 8,9    |
| 16,7   | 60-74 ans    | 18,1   |
| 20,2   | 45-59 ans    | 19,2   |
| 18,9   | 30-44 ans    | 18,1   |
| 18,2   | 15-29 ans    | 16,2   |
| 19,9   | 0-14 ans     | 17,9   |

## Culture locale et patrimoine

### Lieux et monuments
- L'église Saint-Martin.
- Le monument aux morts[27].

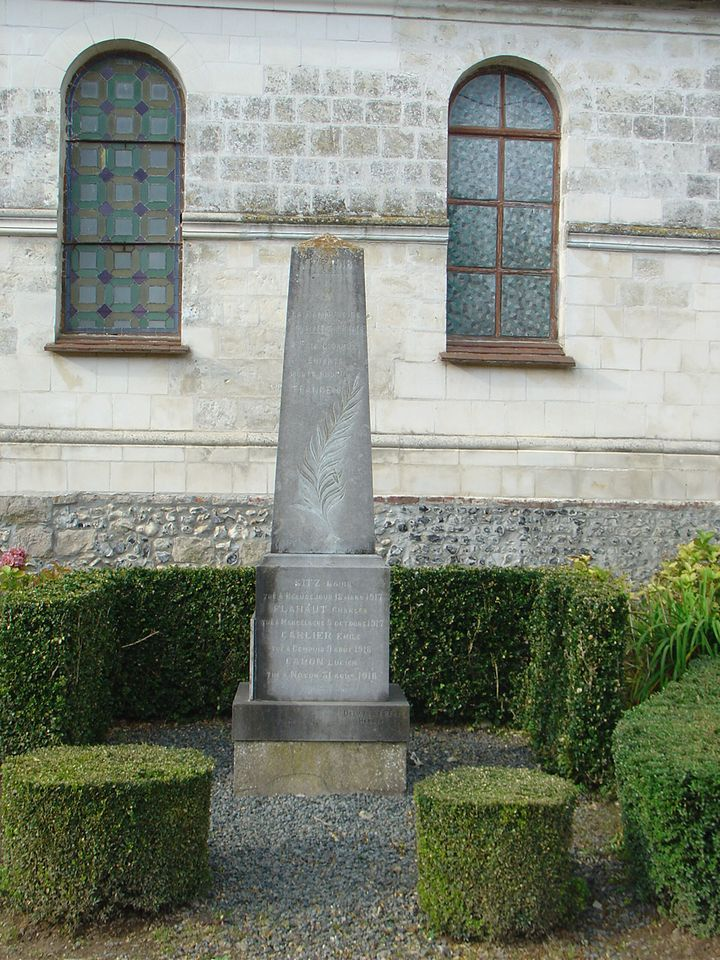
Le monument aux morts.
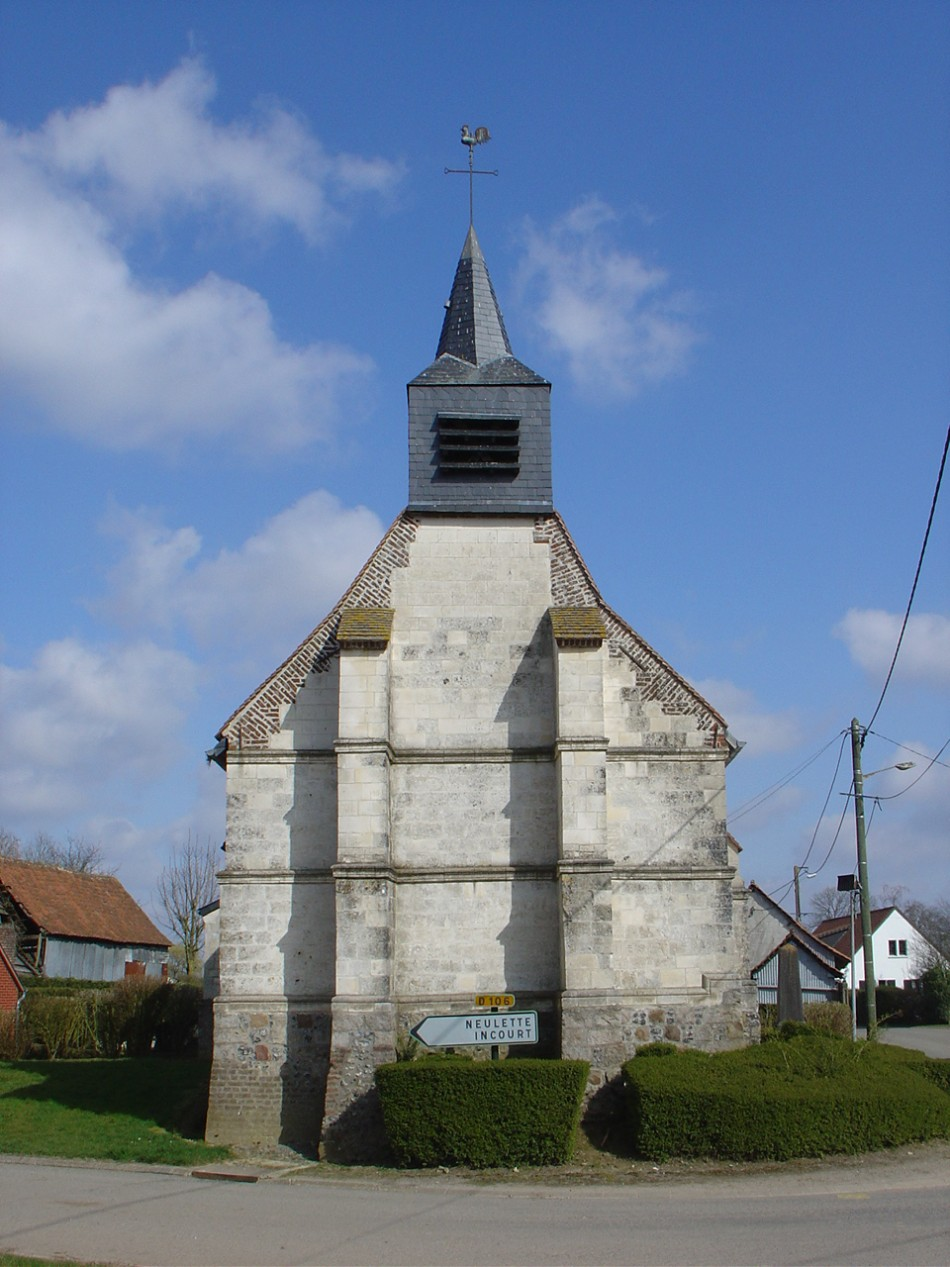
L'église Saint-Martin.

### Héraldique
| Blason de Noyelles-lès-Humières | Blason  | D'argent au chevron de gueules accompagné de trois grappes de raisin de pourpre. |
| Blason de Noyelles-lès-Humières | Détails | Le statut officiel du blason reste à déterminer.                                 |

## Pour approfondir

#### Bases de données, dictionnaires et encyclopédies
- Ressources relatives à la géographie :   - Insee (communes)
  - Ldh/EHESS/Cassini
- Ressource relative à plusieurs domaines :   - Annuaire du service public français